# Municipio de Hillsboro (Dakota del Norte)
El municipio de Hillsboro (en inglés: Hillsboro Township) es un municipio ubicado en el condado de Traill en el estado estadounidense de Dakota del Norte. En el año 2010 tenía una población de 132 habitantes y una densidad poblacional de 1,46 personas por km².

## Geografía
El municipio de Hillsboro se encuentra ubicado en las coordenadas 47°21′59″N 97°1′36″O / 47.36639, -97.02667. Según la Oficina del Censo de los Estados Unidos, el municipio tiene una superficie total de 90.16 km², de la cual 90,16 km² corresponden a tierra firme y (0 %) 0 km² es agua.

## Demografía
Según el censo de 2010, había 132 personas residiendo en el municipio de Hillsboro. La densidad de población era de 1,46 hab./km². De los 132 habitantes, el municipio de Hillsboro estaba compuesto por el 98,48 % blancos y el 1,52 % eran de una mezcla de razas. Del total de la población el 5,3 % eran hispanos o latinos de cualquier raza.